# Steven Cree
Steven Cree (Kilmarnock, 29 febbraio 1980) è un attore scozzese.
È sposato con la responsabile dei casting Kahleen Crawford.

## Filmografia

### Attore

#### Cinema
- Vivaldi, il prete rosso, regia di Liana Marabini (2009)
- 1921 - Il mistero di Rookford (The Awakening), regia di Nick Murphy (2011)
- Ribelle - The Brave (Brave), regia di Mark Andrews e Brenda Chapman (2012) - voce
- 300 - L'alba di un impero (300: Rise of an Empire), regia di Noam Murro (2014)
- Maleficent, regia di Robert Stromberg (2014)
- 51 Degrees North, regia di Grigorij Richters (2015)
- Churchill, regia di Jonathan Teplitzky (2017)
- Outlaw King - Il re fuorilegge (Outlaw King), regia di David Mackenzie (2018)
- 2036 Origin Unknown, regia di Hasraf Dulull (2018)
- The Titan (Mr. Timothy Pike), regia di Lennart Ruff (2018)
- Terminator - Destino oscuro (Terminator: Dark Fate), regia di Tim Miller (2019)
- Martyrs Lane, regia di Ruth Platt (2021)
- Bagman, regia di Oz Perkins (2024)
- Capi di Stato in fuga (Heads of State), regia di Il'ja Najšuller (2025)

#### Televisione
- Lip Service – serie TV, 8 episodi (2010-2012)
- Outlander – serie TV, 11 episodi (2015-2024)
- MotherFatherSon, regia di James Kent e Charles Sturridge – miniserie TV, 3 puntate (2019)
- Deep Water – miniserie TV, 6 puntate (2019)
- Cobra - Unità anticrisi (Cobra) – serie TV, 5 episodi (2020)
- A Discovery of Witches - Il manoscritto delle streghe (A Discovery of Witches) – serie TV, 12 episodi (2021-2022)

### Doppiatore
- Forza Horizon 4 – videogioco (2018)
- Bravely Default II – videogioco (2021)
- Cyberpunk 2077: Phantom Liberty – videogioco (2023)

## Doppiatori italiani
Nelle versioni in italiano delle opere in cui ha recitato, Steven Cree è stato doppiato da:
- Francesco Pezzulli in A Discovery of Witches - Il manoscritto delle streghe, The Twin - L'altro volto del male
- Raffaele Carpentieri in Terminator - Destino oscuro
- Roberto Certomà in Outlander
- Stefano Santerini in Lip Service
- Maurizio Merluzzo in Cobra - Unità anticrisi
- Lorenzo Scattorin in Bagman
- Francesco Fabbri in Capi di Stato in fuga

Da doppiatore è sostituito da:
- Edoardo Stoppacciaro in Ribelle - The Brave
- Maurizio Merluzzo in Cyberpunk 2077: Phantom Liberty[1]